# Jörg Demus

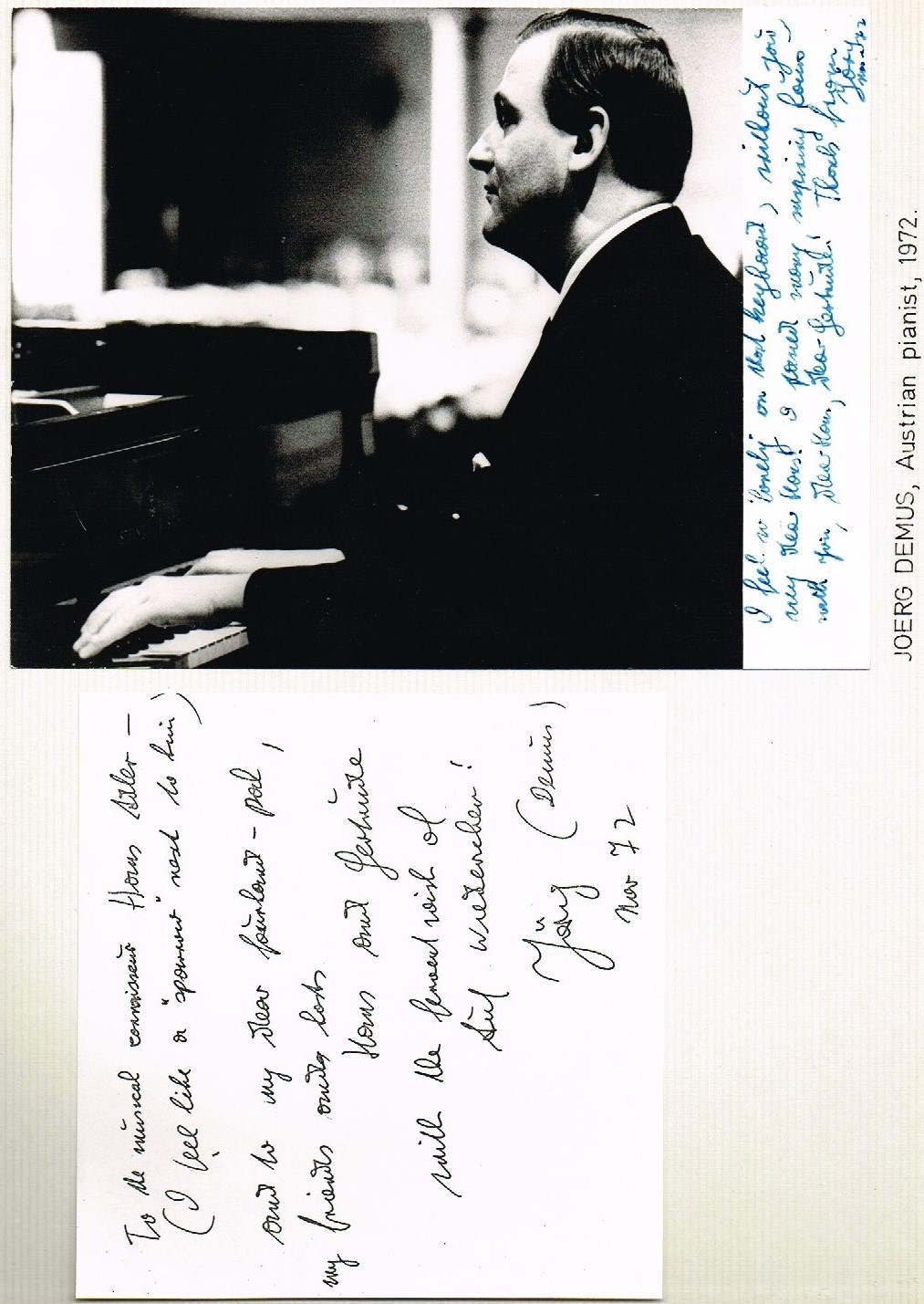
Demus tijdens zijn tournee in zuidelijk Afrika (1972)

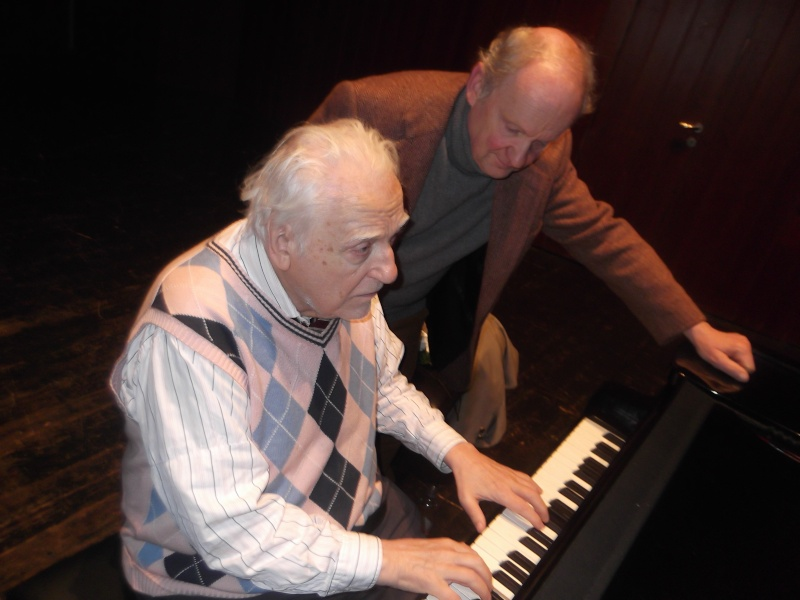
Jörg Demus met Manfred Jahn (2016)

Jörg Demus (Sankt Pölten, 2 december 1928 - Wenen, 16 april 2019) was een Oostenrijkse pianist en componist.

## Leven en werk
Zijn ouders waren de kunsthistoricus Otto Demus en de concertvioliste Luise Demus. Hij begon op zesjarige leeftijd met zijn eerste pianolessen. In 1945 studeerde hij af aan de toenmalige Reichshochschule für Musik te Wenen. Jörg Demus studeerde vervolgens orkestdirectie bij Josef Krips en Hans Swarowsky. Hij was tevens een leerling van de pianisten Edwin Fischer, Walter Gieseking en Wilhelm Kempff. In 1956 won hij de eerste prijs van de Feruccio Busoni International Piano Competition.
Jörg Demus heeft internationale faam verworven als liedbegeleider van Elisabeth Schwarzkopf, Elly Ameling, Dietrich Fischer-Dieskau en Peter Schreier. Als solist trad hij op met onder anderen Herbert von Karajan en de Berliner Philharmoniker, bijvoorbeeld met de pianoconcerten van Bach. Met Paul Badura-Skoda speelde hij geregeld in een pianoduo. Jörg Demus vertolkte een fenomenaal pianorepertoire uit het geheugen, waarvan de talrijke opnames van de pianowerken van Bach, Schumann, Debussy en Brahms getuigen. Hij was tevens een internationaal erkend César Franck-interpreet. Jörg Demus was een pionier op het gebied van het spelen op historische instrumenten. Bovendien was hij jurylid van talrijke internationale pianoconcoursen. Een daarvan was de International Piano Competition "Theodor Leschetizky" in Taiwan, geleid door de Belgische pianist en componist Peter Ritzen.
Jörg Demus bezat een van de grootste en meest merkwaardige privé-collecties van oude instrumenten (hoofdzakelijk toetseninstrumenten) ter wereld. Een groot deel van zijn collectie piano's is ondergebracht in 'Museo Cristofori', een privé-landgoed van Demus gelegen 'am Gahberg', nabij Weyregg am Attersee.
In 1979 werd Demus onderscheiden als ereburger der Stadt Wien (Wenen), met een speciale Mozart-Medaille. 
- Bibsys: 90245083
- Biblioteca Nacional de España: XX847064
- Bibliothèque nationale de France: cb138931611 (data)
- CiNii: DA08803494
- Gemeinsame Normdatei: 118524666
- International Standard Name Identifier: 0000 0001 2141 9597
- Library of Congress Control Number: n81021933
- Nationale Bibliotheek van Letland: 000101245
- MusicBrainz: 0c2fc183-68d2-409f-a236-9cd3fcdaddeb
- Bibliotheek van het Japanse parlement: 00437665
- Nationale Bibliotheek van Tsjechië: pna2008456563
- Nationale bibliotheek van Australië: 36553628
- Nationale Bibliotheek van Israël: 987007452693005171
- Nederlandse Thesaurus van Auteursnamen: 068426593
- Réseau des bibliothèques de Suisse occidentale: 02-A003168962
- Système universitaire de documentation: 083050140
- Trove: 1288897
- Virtual International Authority File: 85137291
- WorldCat: E39PBJymt6v9yhj6y6bh7DMpT3